# Качині історії: Скарб чарівної лампи
«Качині історії: Скарб чарівної лампи» (англ. DuckTales the Movie: Treasure of the Lost Lamp) — американсько-французький повнометражний мультфільм, випущений у 1990 році кінокомпанією «Walt Disney Pictures» за мотивами серіалу «Качині історії».

## Сюжет
Скрудж МакДак зі своїми небожами Крячиком, Квачиком та Кручиком, Пір'їнкою й пілотом Форсажем розшукує скарби легендарного злодія Коллі-Баби. В потрібному місці вони знаходять лише скриню з лахміттям, але в кишені роби виявляється карта до справжнього скарбу. Місцевий злодій Діжон пропонує свою допомогу в пошуках скарбу. Скрудж погоджується, не знаючи, що злодій служить чаклунові Мерлоку, який також шукає скарб. Вони знаходять засипану піском піраміду, розкопавши яку входять всередину. Подолавши пастки, вони опиняються на платформі зі скарбами, оточеній велетенськими скорпіонами. Пір'їнка помічає лампу та забирає її собі. Мерлок забирає скарби, а платформу з мандрівниками опускає до скорпіонів. Завдяки винахідливості Форсажа, ті рятуються з піраміди та повертаються в Дакбург. Мерлок виявляє, що серед скарбів немає лампи й посилає Діжона добути її.
Крячик випадково випускає з лампи джина-качура, котрий може виконувати три бажання. Пір'їнка бажає домашнього слона, якого каченятам доводиться ховати від Скруджа і пані Крякви. Вони розуміють, що розумно просити виконання простіших завдань, таких як іграшки чи купа морозива. Джин розповідає, що його шукає чаклун Мерлок, який володіє магічним медальйоном, з яким джин буде змушений виконувати безліч бажань. Мерлок проникає в особняк Скруджа, перетворюючись на різних тварин, але йому заважають оживлені на бажання Пір'їнки іграшки. Скрудж викриває джина і бажає, щоб той доставив йому скарби Коллі-Баби. Мак-Дак обіцяє захищати джина, якщо той залізе назад в лампу.
Мерлок і Діжон переслідують МакДака, коли злодій захоплює лампу, джин підмовляє його не слухатися хазяїна. Той бажає зайняти місце Скруджа і стає володарем усіх його багатств, а самого Скруджа кидає до в'язниці. Крячик, Квачик, Кручик, Пір'їнка, Форсаж, Кряква і дворецький Дакворт визволяють його, заплативши під заставу свої гроші. Каченята пробираються в грошосховище, щоб повернути джина, та за ними слідує Мерлок. Перетворившись на таргана, чаклун захоплює лампу, після чого заволодіває джином силою свого медальйона. Він змушує джина створити собі замок, Діжона перетворює на свиню, а Скруджа скидає зі стін. Каченята в цю мить вибивають лампу з рук лиходія. Скрудж хапає лампу й бажає, щоб все повернулося.
У Скруджа лишається останнє бажання і він бажає аби джин став звичайним качуром. Лампа розсипається, тому Діжон стає назад пацюком. Скориставшись нагодою, він хапає купу монет і тікає від МакДака.

## Ролі озвучували
| Персонаж         | Оригінальне озвучення                                                                         | Український дубляж                                                 |
| ---------------- | --------------------------------------------------------------------------------------------- | ------------------------------------------------------------------ |
| Скрудж МакДак    | Алан Янґ                                                                                      | Євген Пашин                                                        |
| Квачик           | Рассел Тайлор                                                                                 | Ганна Соболєва                                                     |
| Кручик           | Рассел Тайлор                                                                                 | Марина Кукліна                                                     |
| Крячик           | Рассел Тайлор                                                                                 | Катерина Брайковська                                               |
| Пір'їнка         | Рассел Тайлор                                                                                 | Інна Бєлікова                                                      |
| Форсаж           | Теренс МакҐоверн                                                                              | Дмитро Гаврилов                                                    |
| Діжон            | Річард Лібертіні                                                                              | Володимир Ніколаєнко                                               |
| Мерлок           | Крістофер Ллойд                                                                               | Микола Боклан                                                      |
| Джин             | Ріп Тайлор                                                                                    | Сергій Малюга                                                      |
| Пані Кряква      | Джун Форей                                                                                    | Ольга Радчук                                                       |
| Пані Білокрил    | Джоан Гербер                                                                                  | Людмила Ардельян                                                   |
| Дакворт          | Чак МакКенн                                                                                   | Максим Кондратюк                                                   |
| Додаткові голоси | Чарлі Адлер, Джек Енгел, Стів Булен, Шеррі Лінн, Мікі Т. МакҐовен, Патрік Пінні, Френк Велкер | Володимир Канівець, Сергій Солопай, Андрій Соболєв, Михайло Войчук |

Фільм дубльовано студією «Le Doyen» на замовлення компанії «Disney Character Voices International» у 2012 році.
- Перекладач — Роман Дяченко
- Режисер дубляжу — Людмила Ардельян
- Перекладач пісень — Роман Кисельов
- Музичний керівник — Тетяна Піроженко
- Диктор — Михайло Войчук